# 14794 Konetskiy
14794 Konetskiy este un asteroid din centura principală, descoperit pe 24 septembrie 1976, de Nikolai Cernîh.